# Élections sénatoriales de 1995 dans la Somme
Les élections sénatoriales dans la Somme ont eu lieu le dimanche 24 septembre 1995. Elles ont eu pour but d'élire les sénateurs représentant le département au Sénat pour un mandat de neuf années.

## Contexte départemental
Lors des élections sénatoriales du 28 septembre 1986 dans la Somme, trois sénateurs ont été élus, deux UDF et un DVD.
Depuis, tous les effectifs du collège électoral des grands électeurs ont été renouvelés, avec les élections législatives françaises de 1993, les élections régionales françaises de 1992, les élections cantonales de 1992 et 1994 et les élections municipales françaises de 1995.

## Sénateurs sortants
| Sénateur | Sénateur               | Parti   | Groupe | Autres mandats    |
| -------- | ---------------------- | ------- | ------ | ----------------- |
|          | Max Lejeune            | UDF-PSD | RDE    |                   |
|          | Charles-Edmond Lenglet | DVD     | RDE    |                   |
|          | Jacques Mossion        | UDF-CDS | UC     | Maire de Doullens |

## Résultats
| Candidat et parti politique | Candidat et parti politique | Candidat et parti politique | Premier tour | Premier tour | Second tour | Second tour |
| Candidat et parti politique | Candidat et parti politique | Candidat et parti politique | Voix         | %            | Voix        | %           |
| --------------------------- | --------------------------- | --------------------------- | ------------ | ------------ | ----------- | ----------- |
|                             | Fernand Demilly             | UDF-PSD                     | 943          | 56,67        |             |             |
|                             | Marcel Deneux               | DVD                         | 643          | 38,64        | 766         | 46,99       |
|                             | Pierre Martin               | RPR                         | 514          | 30,89        | 719         | 44,11       |
|                             | Jacques Mossion             | UDF-CDS                     | 500          | 30,05        | 346         | 21,23       |
|                             | Jean-Claude Broutin         | UDF-CDS                     | 418          | 25,12        | 456         | 27,98       |
|                             | Christian Manable           | PS                          | 260          | 15,63        | 307         | 18,83       |
|                             | Gilbert Temmermann          | PS                          | 244          | 14,66        |             |             |
|                             | Jacques Fourdinier          | UDF-PR                      | 226          | 13,58        |             |             |
|                             | Didier Cardon               | PS                          | 208          | 12,50        |             |             |
|                             | Jacques Gronnier            | DVD                         | 166          | 9,98         |             |             |
|                             | Guy Champion                | PCF                         | 133          | 7,99         | 277         | 16,99       |
|                             | Chantal Leblanc             | PCF                         | 131          | 7,87         |             |             |
|                             | René Lognon                 | PCF                         | 129          | 7,75         |             |             |
|                             | Hubert-Henry Thickett       | DVD                         | 73           | 4,39         | 36          | 2,21        |
|                             | Raynald Brasseur            | FN                          | 50           | 3,00         | 28          | 1,72        |
|                             |                             |                             |              |              |             |             |
| Inscrits                    | Inscrits                    | Inscrits                    | 1 726        | 100,00       | 1 726       | 100,00      |
| Abstentions                 | Abstentions                 | Abstentions                 | 21           | 1,22         | 21          | 1,22        |
| Votants                     | Votants                     | Votants                     | 1 705        | 98,78        | 1 705       | 98,78       |
| Blancs et nuls              | Blancs et nuls              | Blancs et nuls              | 41           | 2,40         | 75          | 4,40        |
| Exprimés                    | Exprimés                    | Exprimés                    | 1 664        | 96,38        | 1 630       | 94,38       |

## Sénateurs élus
| Sénateur | Sénateur        | Parti   | Groupe | Autres mandats                            |
| -------- | --------------- | ------- | ------ | ----------------------------------------- |
|          | Marcel Deneux   | DVD     | UC     | Adjoint au maire de Beaucamps-le-Vieux    |
|          | Fernand Demilly | UDF-PSD | RDSE   | Président du conseil général              |
|          | Pierre Martin   | RPR     | RPR    | Maire et conseiller général d'Hallencourt |